# Деревня Самарского отделения совхоза
Деревня Самарского отделения совхоза (баш. Совхоздың Һамар бүлексәһе) находится в Абзелиловском районе Республики Башкортостан России, относится к Краснобашкирскому сельсовету.
С 2005 г. имеет современный статус.

## История
Статус деревни, сельского населённого пункта, посёлок Самарского отделения совхоза получил согласно Закону Республики Башкортостан от 20 июля 2005 года № 211-з «О внесении изменений в административно-территориальное устройство Республики Башкортостан в связи с образованием, объединением, упразднением и изменением статуса населенных пунктов, переносом административных центров», ст.1:

6. Изменить статус следующих населенных пунктов, установив тип поселения - деревня:
1) в Абзелиловском районе:...

к) поселка Самарского отделения совхоза Краснобашкирского сельсовета

## Население
| 1968 | 2002 | 2009 | 2010 |
| ---- | ---- | ---- | ---- |
| 430  | ↗483 | ↗516 | ↘510 |

Национальный состав
Согласно переписи 2002 года, преобладающая национальность — башкиры (76 %).

## Географическое положение
Расстояние до:
- районного центра (Аскарово): 41 км,
- центра сельсовета (Красная Башкирия): 18 км,
- ближайшей железнодорожной станции (Магнитогорск-Пассажирский): 20 км.